# Antichi eurasiatici settentrionali

Dispersione della componente ANE

In archeogenetica, il termine Antichi eurasiatici settentrionali (in inglese Ancient North Eurasians o ANE) si riferisce a una componente ancestrale che rappresenta il lignaggio delle popolazioni della cultura di Mal'ta-Buret' (circa 24.000 anni fa) e delle popolazioni a esse strettamente correlate, come gli individui del Paleolitico superiore di Afontova Gora in Siberia.

## Descrizione
Studi genetici hanno anche rivelato che gli ANE sono strettamente correlati ai resti della precedente cultura Yana (circa 32.000 anni fa), soprannominati Antichi nord siberiani (ANS), che sono o direttamente ancestrali agli ANE, o entrambi lignaggi fratelli strettamente correlati.
I lignaggi ANE/ANS derivano entrambi la loro ascendenza da un evento di mescolanza tra "Antichi eurasiatici occidentali" (meglio rappresentati dagli Europei del Paleolitico superiore come Kostenki-14, circa 38.000 anni fa) e "Antichi eurasiatici orientali" (meglio rappresentati dall'uomo di Tianyuan, circa 39.000 anni fa) durante il periodo del Paleolitico superiore.
Circa 20.000-25.000 anni fa, un ramo di antichi eurasiatici settentrionali si mescolò con gli antichi asiatici orientali, il che portò all'emergere delle popolazioni antenate dei nativi americani, antichi beringiani e antichi paleo-siberiani. Non è noto esattamente dove abbia avuto luogo questa mescolanza di popolazioni, e due teorie opposte hanno proposto diversi scenari migratori sull'unione tra gli antichi nord eurasiatici con le antiche popolazioni dell'Asia orientale.
Successivamente, le popolazioni ANE migrarono verso ovest in Europa, nella steppa pontico-caspica, dove si mescolarono con i gruppi europei di cacciatori-raccoglitori occidentali (WHG) per formare il gruppo dei cacciatori-raccoglitori orientali (EHG), che in seguito si mescolò con i cacciatori-raccoglitori caucasici per formare il gruppo dei pastori delle steppe occidentali, che si diffuse ampiamente in Eurasia durante l'età del bronzo.
L'ascendenza ANE si è diffusa in tutta l'Eurasia e nelle Americhe in varie migrazioni a partire dal Paleolitico superiore. Un'ascendenza ANE significativa si può trovare nei nativi americani, così come in Europa, Asia meridionale, Asia centrale e Siberia. È stato suggerito che la loro mitologia potrebbe aver incluso narrazioni condivise sia dalle culture indoeuropee che da alcune culture dei nativi americani, come l'esistenza di un albero del mondo e di un cane che custodisce il sentiero verso l'aldilà.